# Foolish Behaviour
Foolish Behaviour (Comportamiento tonto en Español) es el décimo álbum de estudio del vocalista inglés de rock Rod Stewart, publicado en 1980 por Warner Bros. Records para los Estados Unidos y por el sello Riva para el Reino Unido. Se grabó a fines de 1979 originalmente en los estudios Record Plant, sin embargo durante varios meses de 1980 se regrabaron algunas partes de las canciones en los estudios Cherokee en Hollywood.
Dentro del librillo de notas de la producción original, Rod dedicó el disco a su exproductor Tom Dowd, a la Selección de fútbol de Escocia, a su banda y a sus seguidores e incluso a todos los que disfrutan una bebida y una buena risa un viernes por la noche.
En el 2020 el álbum fue incluido en la lista de los 80 mejores álbumes de 1980 por la revista Rolling Stone, ocupando el puesto 78.

## Recepción comercial y promoción
A diferencias de su antecesor Blondes Have More Fun de 1978, este no alcanzó sus similares cifras en las listas musicales, ya que solo logró el puesto 12 en los Billboard 200, la posición más baja desde Smiler de 1974 en los Estados Unidos. Mientras que en el Reino Unido llegó hasta el cuarto puesto en la lista UK Albums Chart. A pesar de alcanzar solo en top 20 en el mercado estadounidense, recibió disco de platino al año siguiente tras vender más de 1 millón de copias. Por su parte en el mercado inglés logró también disco de platino en 1981 con más de 300 000 ejemplares vendidos.
En cuanto a su promoción se lanzaron cinco canciones como sencillos; «Passion» que llegó hasta la quinta posición en la lista estadounidense Billboard Hot 100 y que además entró en el top 10 de algunos países europeos, y «My Girl» que solo obtuvo el puesto 32 en los UK Singles Chart. En 1981 se lanzaron los otros tres sencillos, «Somebody Special», «Gi' Me Wings» y «Oh God, I Wish I Was Home Tonight» con un bajo rendimiento en las listas musicales.

## Lista de canciones
Todas las canciones escritas por Rod Stewart, Phil Chen, Kevin Savigar, Jim Cregan y Gary Grainger, a menos que se indique lo contrario.

| N.º | Título                              | Escritor(es)                                      | Duración |  |
| 1.  | «Better off Dead»                   | Stewart, Phil Chen, Kevin Savigar, Carmine Appice | 3:07     |  |
| 2.  | «Passion»                           |                                                   | 5:29     |  |
| 3.  | «Foolish Behaviour»                 |                                                   | 4:24     |  |
| 4.  | «So Soon We Change»                 |                                                   | 3:44     |  |
| 5.  | «Oh God, I Wish I Was Home Tonight» |                                                   | 5:02     |  |
| 6.  | «Gi' Me Wings»                      |                                                   | 3:47     |  |
| 7.  | «My Girl»                           | Stewart, Chen, Savigar, Cregan, Grainger, Appice  | 4:27     |  |
| 8.  | «She Won't Dance With Me»           | Stewart, Jorge Ben                                | 2:30     |  |
| 9.  | «Somebody Special»                  | Stewart, Chen, Savigar, Cregan, Steve Harley      | 4:29     |  |
| 10. | «Say It Ain't True»                 |                                                   | 4:02     |  |

| Pista adicional originalmente solo para Alemania |                                           |              |          |  |
| N.º                                              | Título                                    | Escritor(es) | Duración |  |
| 11.                                              | «I Just Wanna Make Love to You» (en vivo) | Willie Dixon |          |  |

## Posicionamiento en listas semanales
| País           | Lista                 | Posición |
| -------------- | --------------------- | -------- |
| Suecia         | Sverigetopplistan     | 3        |
| Nueva Zelanda  | RIANZ Charts          | 3        |
| Reino Unido    | UK Albums Chart       | 4        |
| Países Bajos   | MegaCharts            | 8        |
| Australia      | ARIA Charts           | 9        |
| Estados Unidos | Billboard 200         | 12       |
| Noruega        | VG-lista              | 12       |
| Italia         | Top 100 Artisti       | 13       |
| Austria        | Ö3 Austria Top 40     | 14       |
| Japón          | Japan Albums Chart    | 19       |
| Canadá         | Canadian Albums Chart | 21       |
| Alemania       | Media Control Charts  | 23       |

## Certificaciones
| País           | Organismo certificador | Certificación | Ventas certificadas | Ref.   |
| -------------- | ---------------------- | ------------- | ------------------- | ------ |
| Estados Unidos | RIAA                   | Platino       | 1 000               | [ 6 ]  |
| Reino Unido    | BPI                    | Platino       | 300 000             | [ 7 ]  |
| Canadá         | CRIA                   | Platino       | 100 000             | [ 19 ] |
| Francia        | SNEP                   | Oro           | 100 000             | [ 20 ] |

## Músicos
- Rod Stewart: voz y armónica
- Jim Cregan, Gary Grainger y Billy Peek: guitarra
- Phil Chen, Tom Bogart y James Haslip: bajo
- Carmine Appice, Colin Allen y Roger Bethelmy: batería
- Kevin Savigar y John Jarvis: teclados
- Paulinho Da Costa: percusión
- Phil Kenzie, Earl Price y James Gordon: saxofón
- Billy Lamb y Jim Price: trombón
- Lee Thornburg: trompeta
- Sid Page: violín